# Laserguidestjärna

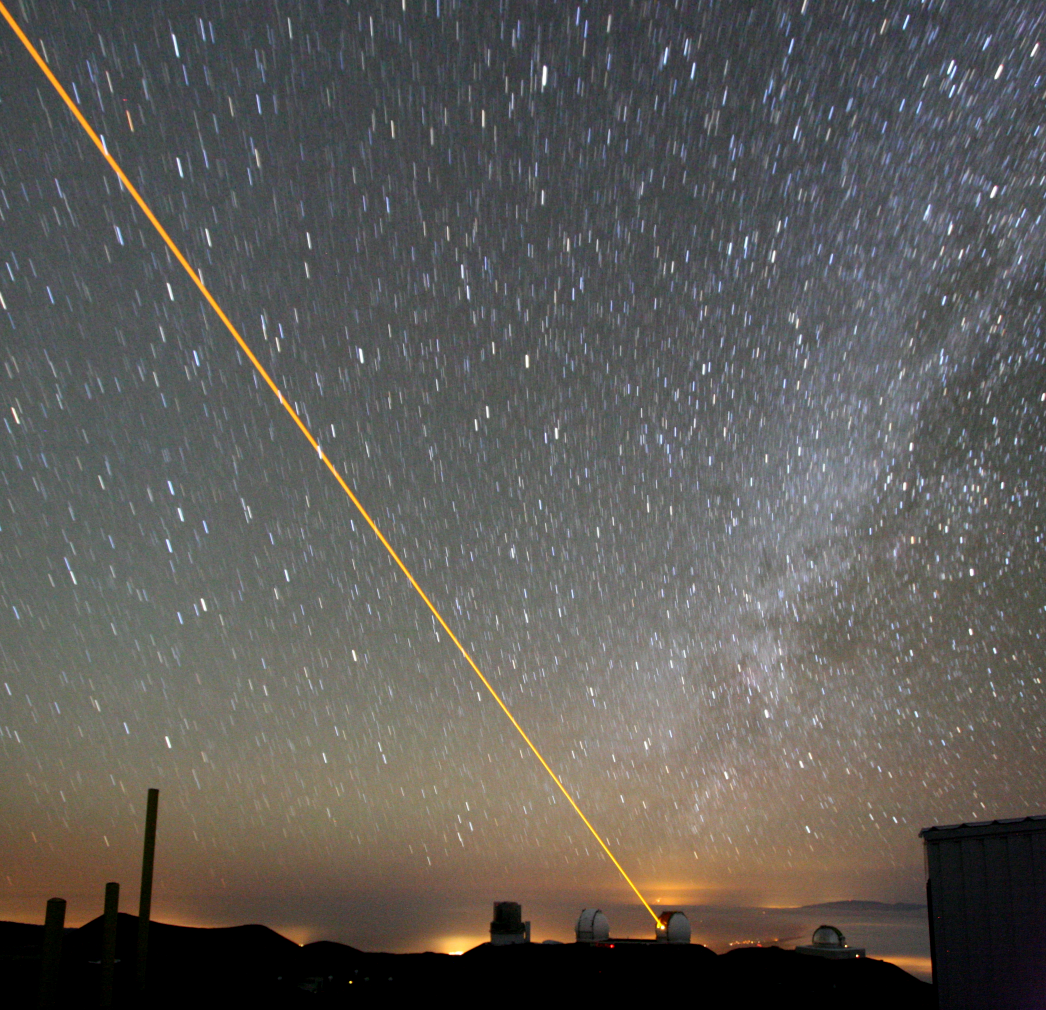
Laserguidestjärna hos Keck-observatoriet, Hawaii.

En laserguidestjärna är en konstgjord bild av en stjärna som projiceras på himlen för användning inom astronomisk adaptiv optik. 
Adaptiv optik kräver en ljusstark referensstjärna i närheten av det objekt man vill observera, för att man ska kunna korrigera atmosfärisk förvrängning av ljus. Tillräckligt ljusa stjärnor finns inte i alla delar av himlen, vilket kraftigt begränsar användbarheten av adaptiv optik. Istället kan man skapa en artificiell laserguidestjärna genom att lysa med en laser upp i atmosfären. Denna stjärna kan placeras var som helst, och öppnar upp mycket större mängder av himlen för adaptiv optik.